# 千葉県道258号富山丸山線
千葉県道258号富山丸山線（ちばけんどう258ごう とみやままるやません）は、千葉県南房総市を走る一般県道。
当道路は内房の岩井地区から富山を眼下に平群地区を結び、増間地区を経て国道410号まで至る。途中の増間地区では狭隘で危険。地すべり地帯を走る。

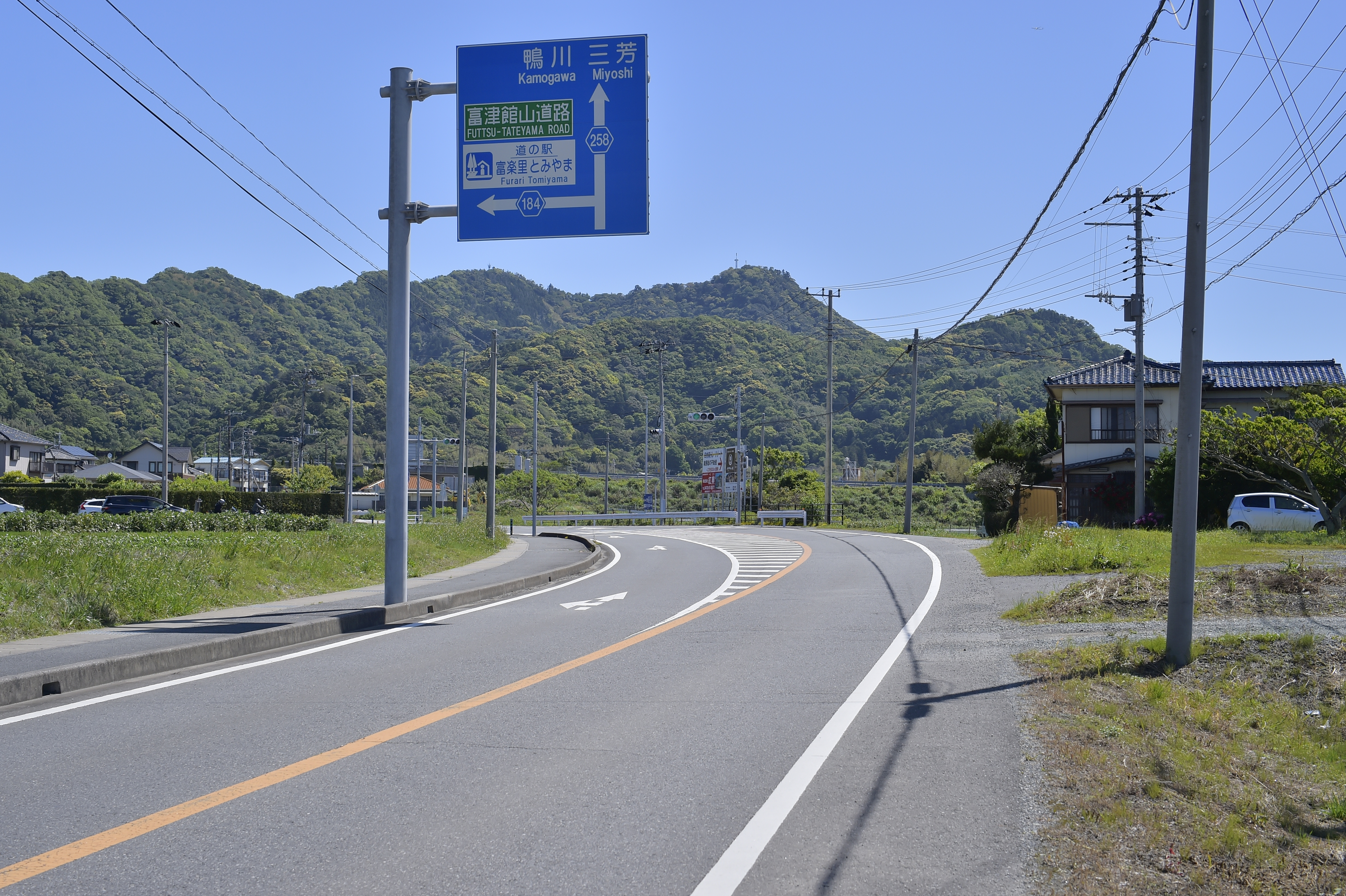
千葉県道258号富山丸山線
南房総市竹内（2023年5月）

## 路線データ
- 起点：南房総市市部（市部交差点、国道127号交点）
- 終点：南房総市宮下（信号無交差点、国道410号交点）
- 総延長：15.527 km（安房土木事務所管内：15.527 km[1]）
- 重用延長：2.700 km（安房土木事務所管内：2.700 km[1]）
- 実延長：12.827 km（安房土木事務所管内：12.827 km[1]）

## 重複区間
- 千葉県道88号富津館山線：南房総市犬掛（犬掛交差点） - 南房総市上滝田

## 地理

### 通過する自治体

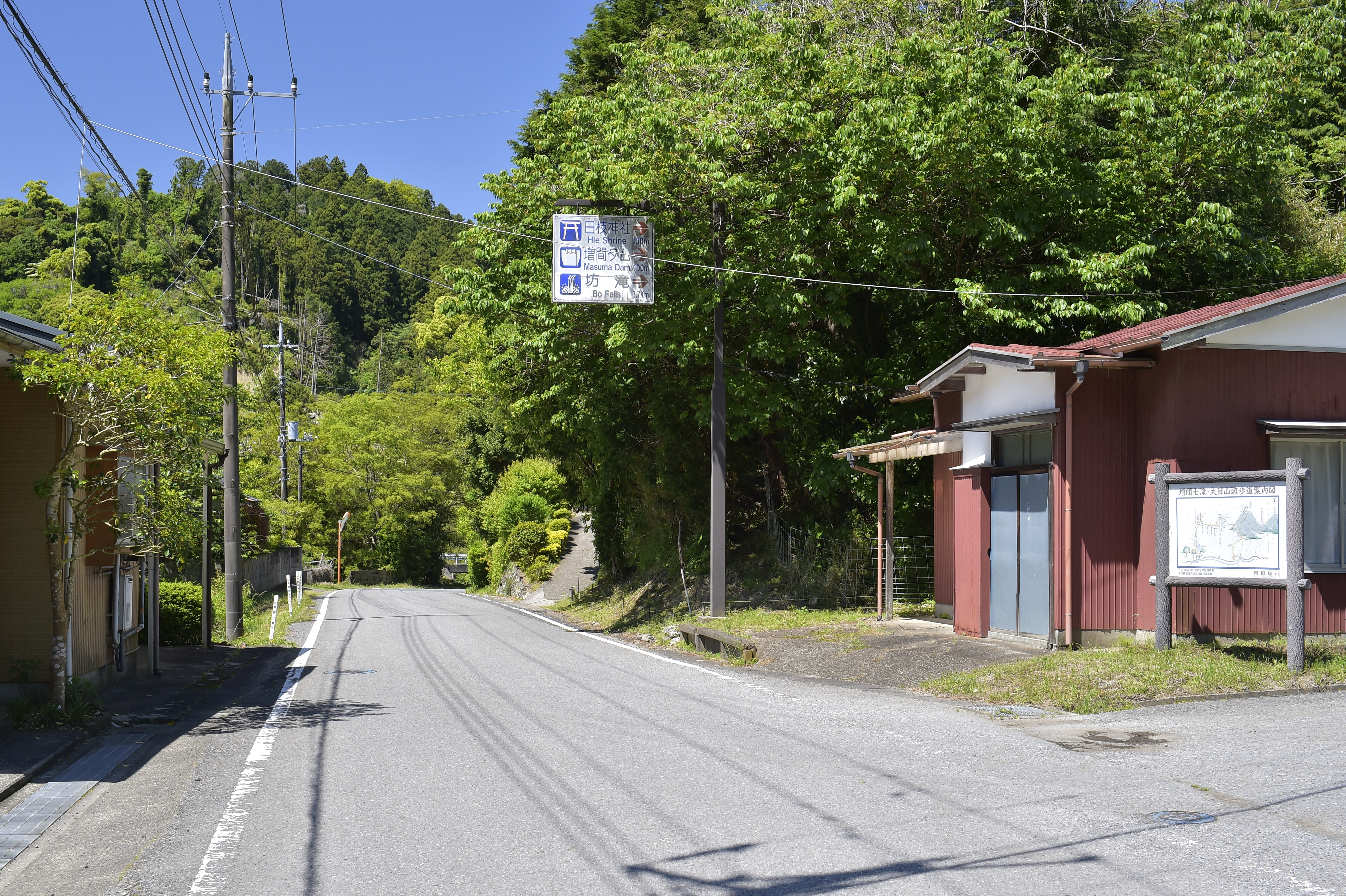
南房総市増間（2023年5月）

- 千葉県南房総市

### 交差する道路

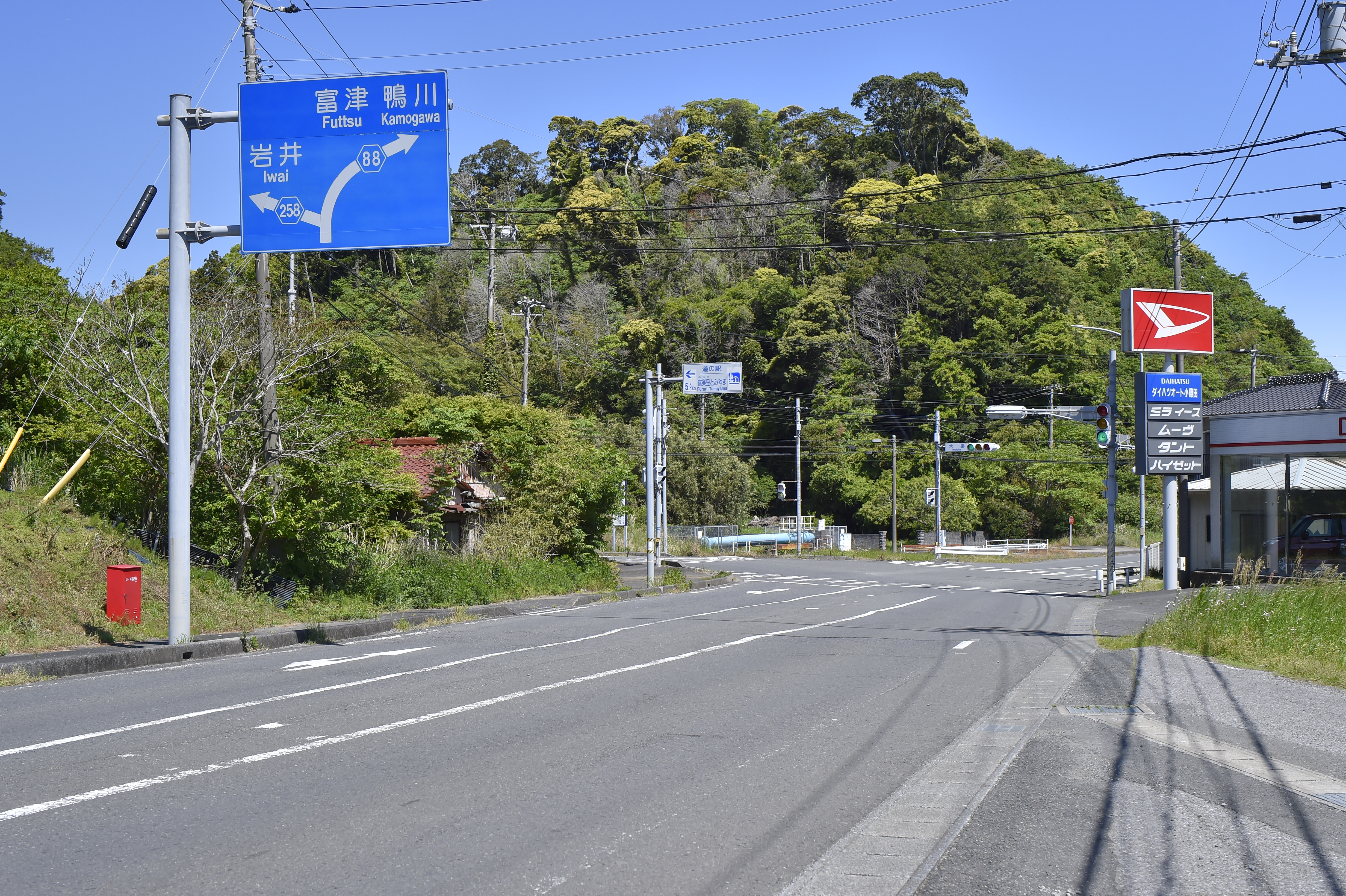
南房総市犬掛の犬掛交差点（2023年5月）

- 国道127号：南房総市市部（市部交差点、起点）
- 千葉県道184号外野勝山線 市部バイパス：南房総市竹内
- 千葉県道88号富津館山線：南房総市犬掛（犬掛交差点）
- 千葉県道185号犬掛館山線：南房総市犬掛（信号無交差点）
- 千葉県道88号富津館山線：南房総市上滝田
- 国道410号：南房総市宮下（信号無交差点、終点）

### 沿線
- JR内房線（南房総市市部）
- 福聚院（南房総市市部）
- 南房総市立富山中学校（南房総市合戸）
- 福満寺（南房総市合戸）
- 増間コミュニティセンター（南房総市増間）
- 増間ダム（南房総市増間）
- 畑集会場（南房総市宮下）